# ويليام فيرنون
ويليام فيرنون (بالإنجليزية: William Vernon)‏ هو شخصية أعمال أمريكي، ولد في 17 يناير 1719، وتوفي في 22 ديسمبر 1806.